# Ямпільський краєзнавчий музей
Ямпільський краєзнавчий музей (смт Ямпіль, Шосткинський район, Сумська область) — краєзнавчий музей, комунальний заклад Ямпільської селищної ради.
Внесений до переліку музеїв та заповідників, в яких зберігаються музейні предмети, що є державною власністю і належать до державної частини Музейного фонду України.
Музей розміщено на території Ямпільського ботанічного саду, він є складовою єдиного комплексу «Краєзнавча Ямпільщина».
Адреса закладу; Сумська область, Шосткинський район, смт Ямпіль, вул. Ботанічна, 23.
Директорка Тахтай Олена Іванівна.

## Історія
Ямпільський краєзнавчий музей було засновано 2009 року. Його основний фонд налічує понад 1700 експонатів, серед яких — етнографічні матеріали кінця ХІХ — першої половини ХХ ст.
В закладі створена постійно діюча музейна експозиція «Ямпільщина краєзнавча: життя, як воно є», проводяться оглядові та тематичні екскурсії.
В музеї зібрана велика колекція регіонального одягу: дівочі й жіночі костюми Східного Полісся (Ямпільщина) та Наддніпрянщини (Полтавщини), весільний дівочий стрій (с. Паліївка, 1940—1950-ті рр.), чоловічі вишиванки. Експозицію доповнює добірка світлин мешканців Ямпільщини в національному одязі кінця ХІХ — першої половини ХХ ст.
Частиною етнографічного проєкту «Ямпільщина. Жива традиція. Пори року» стало проведення фотосесій жительок Ямполя в традиційному вбранні та організація фотовиставокі.
Колекція гончарних виробів репрезентує глиняний посуд, речі повсякденного побуту минувшини. Унікальним для музеїв Сумщини експонатом є глиняний іскрогасник — пристрій, який ставили на солом'яний дах, щоб той не загорівся.
З метою поповнення предметами музейного значення фондової колекції закладу проводиться акція «Подаруй музею експонат».